# Georgie Clarke
Georgina „Georgie“ Clarke (* 17. Juni 1984 in Geelong) ist eine ehemalige australische Leichtathletin, die sich auf die Mittelstrecke spezialisiert hatte.

## Karriere
Georgina Clarke gewann bei den Juniorenweltmeisterschaften 1999 in Bydgoszcz die Goldmedaille über 800 m. Ein Jahr später nahm sie im Alter von 16 Jahren an den Olympischen Sommerspielen 2000 in Sydney teil. Im Rennen über 1500 Meter erreichte sie das Halbfinale und belegte im Endklassement den 20. Platz. Wenige Wochen später konnte sie bei den Juniorenweltmeisterschaften in Santiago de Chile über 800 m Silber und über 1500 m Bronze gewinnen. Im Folgejahr wurde sie zum zweiten Mal Juniorenweltmeisterin, dieses Mal über 1500 m.

## Wettkämpfe
| Jahr | Veranstaltung               | Ort                  | Platzierung | Disziplin | Zeit        |
| ---- | --------------------------- | -------------------- | ----------- | --------- | ----------- |
| 1998 | Juniorenweltmeisterschaften | Annecy, Frankreich   | 10.         | 1500 m    | 4:20,44 min |
| 1999 | Jugendweltmeisterschaften   | Bydgoszcz, Polen     | 1.          | 800 m     | 2:05,90 min |
| 2000 | Olympische Spiele           | Sydney, Australien   | 20.         | 1500 m    | 4:10,99 min |
| 2000 | Juniorenweltmeisterschaften | Santiago, Chile      | 2.          | 800 m     | 2:02,28 min |
| 2000 | Juniorenweltmeisterschaften | Santiago, Chile      | 3.          | 1500 m    | 4:20,21 min |
| 2001 | Hallenweltmeisterschaften   | Lissabon, Portugal   | 10.         | 1500 m    | 4:13,21 min |
| 2001 | Jugendweltmeisterschaften   | Debrecen, Ungarn     | 1.          | 1500 m    | 4:14,08 min |
| 2001 | Weltmeisterschaften         | Edmonton, Kanada     | 26.         | 1500 m    | 4:15,31 min |
| 2001 | Goodwill Games              | Brisbane, Australien | 8.          | Meile     | 4:43,84 min |
| 2002 | Juniorenweltmeisterschaften | Kingston, Jamaika    | 19.         | 1500 m    | 4:32,93 min |